# Talk to Me (Thomas Azier)
Talk to Me is een nummer van de Nederlandse muzikant Thomas Azier uit 2016. Het is de eerste single van zijn tweede studioalbum Rouge.
Tijdens het maken van "Talk to Me" prutste Azier drie weken lang met digitale baslijnen, die precies zo moesten staan als hij ze wilde. Het nummer werd een klein succesje in Nederland. Het bereikte de Nederlandse Top 40 of Tipparade niet, maar werd wel 3FM Megahit en bereikte de 38e positie in de Mega Top 50 van NPO 3FM. In Vlaanderen bereikte de plaat de Tipparade.